# Lichtsäule (Wels)

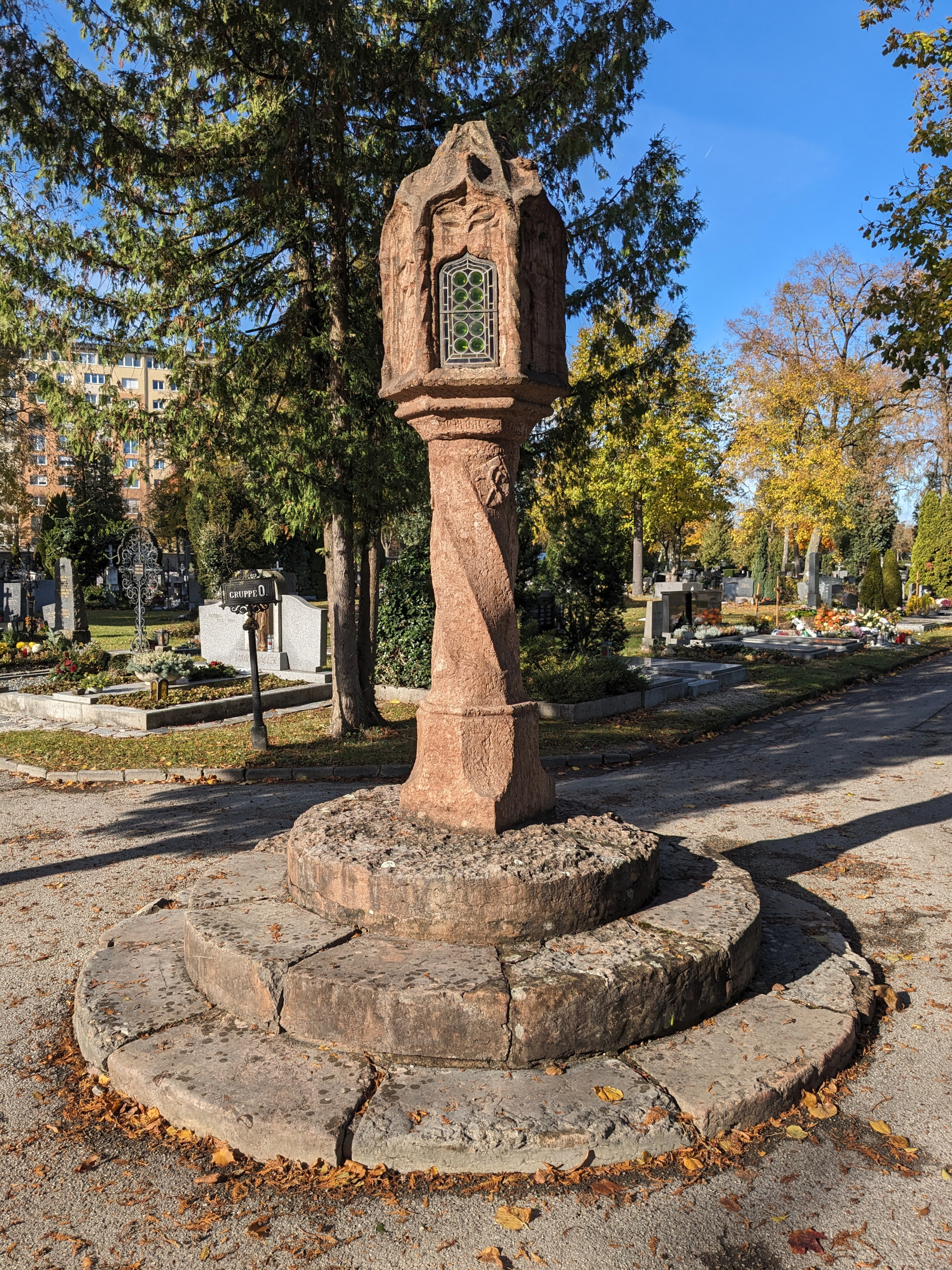
Die Lichtsäule am Welser Stadtfriedhof

Die Lichtsäule von Wels, auch Flößersäule, ist eine spätgotische Totenleuchte aus dem 16. Jahrhundert. Sie befindet sich am Stadtfriedhof Wels und steht mit dem Friedhofsgelände unter Denkmalschutz. Die Lichtsäule ist das älteste Kleindenkmal der Stadt.

## Geschichte
Die Lichtsäule wurde im Auftrag der Zünfte der Fischer, Flößer und Schiffsbaumeister 1511 errichtet und stand ursprünglich am Friedhof der Stadtpfarrkirche. Um 1576 wurde der katholische Friedhof an der Salzburgerstraße, dem heutigen Marktgelände, errichtet und die Lichtsäule dorthin übersiedelt. Mit der Gründung des heutigen Stadtfriedhofs 1886 wurde die Lichtsäule erneut abgebaut und steht heute am Mittelgang des Friedhofs nördlich des Friedhofkreuzes. 

## Beschreibung

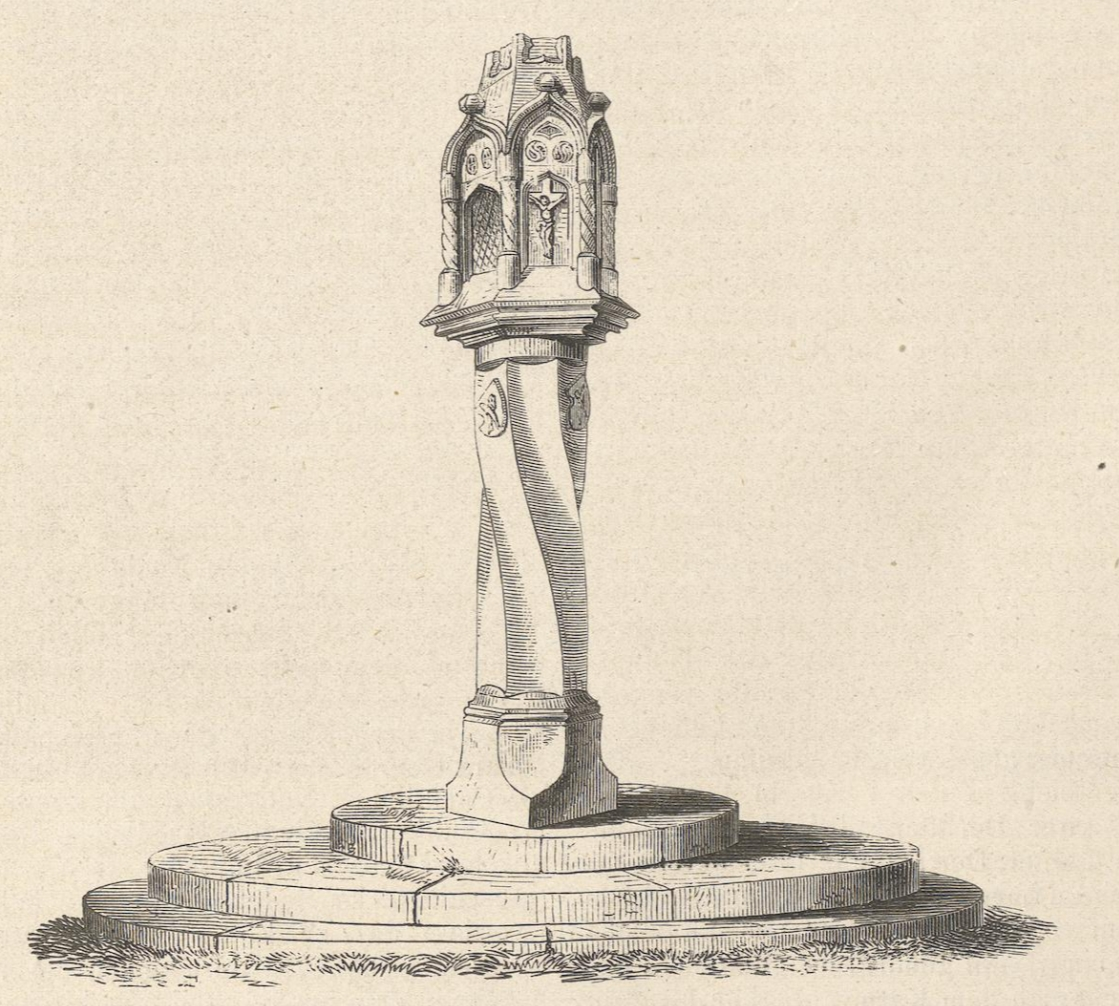
Holzschnitt von 1873

Die spätgotische Lichtsäule besteht aus rotem Adneter Marmor. Drei sich abstufende kreisrunde Sockelplatten bilden das Auflager der Lichtsäule. In der Mitte der obersten Platten befindet sich ein quadratischer Fuß, der durch die Abschrägung seiner vier Ecken ins Achteck übergeht. Von dem Fußgesimse an geht der Träger des Laternenkörpers zunächst in einen kurzen kreisrunden Säulenschaft über. Die Säule weist sechs spiralige Kannelierungen auf. Am oberen Säulenende befindet sich ebenfalls ein kreisrunder Säulenschaft. Darüber baut sich, vermittelt durch ein kapitellartiges Zwischenglied, eine Verdachung auf, auf der sich der sechseckige Laternenkörper befindet. An den sechs Ecken befinden sich gewundene Säulchen. Über den spiraligen Säulchen, deren Fuß und Kapitell nur durch eine glatte Abschrägung angedeutet wurde, schließt die Sechsecksseite im flachen Kielbogen und mit einem knopfigen Knauf ab. Drei Seiten des Sechseckes sind voll gehalten, mit vertieften gekehlten Feldern versehen, die im Relief Christus am Kreuz, Maria mit dem Jesuskind und den Schutzpatron der Schifffahrer, den Heiligen Nikolaus, zeigen. Die übrigen drei ganz ähnlich gerahmten Felder der Laterne sind, um als Totenleuchte dienen zu können, durchbrochen und die Öffnungen mit Verglasung in Schmiedeeisenrahmen geschlossen. Aus den im geschweiften Bogen geschlossenen Giebeln ragt ein Bruchstück des einstigen, steil anziehenden und mittelst Kehlung gegliederten Riesen heraus, der wahrscheinlich mit Knauf und Kreuzrose endigte.
In den spiralförmig gewundenen Flächen des Säulenschaftes sind drei Schilder gehauen, die die Zunftzeichen der Fischer, der Flößer und der Schiffbauer zeigen. Die in der Kehlung des Hauptgesimses gehauene Inschrift als auch die Inschrift am unteren Rand des Säulenschaftes ist durch Verwitterung des Steines unlesbar geworden. Die Gesamthöhe der Lichtsäule ohne Einrechnung der kreisrunden Sockelplatten beträgt 2,9 m.

## Restauration
1989 wurde die Lichtsäule mit konservierenden Maßnahmen restauriert. Die vielen bereits ausgebrochenen Marmorknollen konnten in situ durch Paraloidimprägnierung und Rissverklebungen mit Epoxyharz gesichert werden.